# 배틀테크

배틀테크(BattleTech)는 WizKidz가 소유하고 있는 FASA Corporation이 운영하는 워게임 및 SF 사업이다. 대표적인 작품으로는 메크워리어 시리즈가 있다.
배틀테크는 1984년 FASA 코퍼레이션에서 시작한 워게이밍 및 군사 공상과학 프랜차이즈로, 2001년 위즈키즈(WizKids)에 인수되었고 2003년 톱스(Topps)에 인수되었다. 카탈리스트 게임 랩스(Catalyst Game Labs)에서 2007년부터 출판했다. 이 상표는 현재 톱스가 소유하고 있으며 비디오 게임의 경우 마이크로소프트의 엑스박스 게임 스튜디오(Xbox Game Studios)가 소유하고 있다. 카탈리스트 게임 스튜디오는 톱스의 프랜차이즈에 라이선스를 부여한다.
이 시리즈는 FASA의 조던 와이즈먼(Jordan Weisman)과 L. 로스 밥콕 III(L. Ross Babcock III)의 보드 게임 배틀테크(BattleTech, 원래 명칭: 배틀로이즈, Battledroids)의 데뷔로 시작되었으며 이후 원래 게임에 대한 수많은 확장, 여러 보드 게임, 롤 플레잉 게임, 비디오 게임, 수집 가능한 카드 게임, 100편 이상의 소설 시리즈, TV 애니메이션 시리즈가 만들어졌다.